# Francesco Pellizzari
Francesco Pellizzari (Piacenza, ... – 1651) è stato un gesuita e scrittore italiano.

## Biografia
Figlio di Giovanni Battista Pellizzari, nasce a Piacenza alla fine '500 La sua data di nascita non è infatti storicamente certa, ma si colloca tra il 1595 e il 1596. Più certezze, si hanno invece per la data di morte, avvenuta nel 1651.

Tra le frastagliate e scarne informazioni che sopravvivono fino a oggi, spiccano i lavori svolti in Spagna come agente del padre per il commercio di libri. Conosciuto come il piacentino Pellizzarius Franciscus, si dedica alla stesura di un'opera importante, grazie anche ai recenti studi dei passi dedicati alla condizione, giuridica e sociale, delle monache nel Seicento italiano.
Pubblica la sua prima opera dedicata all'economia dei conventi e dei monasteri e alla disciplina giuridica degli stessi nel 1644 dal titolo Tractatio De Monialibus messa poi nell'indice nel 1693.
L'opera in piena pergamena rigida con titoli in oro sul dorso venne ristampata appunto nel 1755, dopo che furono apportate le correzioni imposte dalla Sacra Congregazione dell'Indice. Questo trattato fu tradotto dalla lingua latina in quella volgare a beneficio delle monache e di altri religiosi.
Nel 1651 pubblica la sua seconda opera Manuale Regularium, un lavoro ben noto e probabilmente il più quotato e citato su le regole religiose. Questo comprende tutto un trattato generale sullo statuto dei monaci nelle comunità. Questi particolari trattati, che dovevano descrivere le classi e i particolari stati nella vita ecclesiastica, comprendono: gli ordini principali, la professione del vescovo, il diritto penale degli impiegati normali e gli studi particolari su determinati ordini, in particolare il 10° Trattato parla delle principali obbligazioni delle monache e specialmente dei tre voti religiosi di povertà, castità e obbedienza e della clausura.